# Aritz López Garai
Aritz López Garai (Barakaldo, 6 novembre 1980) è un allenatore di calcio ed ex calciatore spagnolo, di ruolo centrocampista, commissario tecnico della nazionale Under-20 mauritana.

## Carriera

### Club
Ha giocato nella massima serie dei campionati spagnolo, cipriota e rumeno.